# Nomia ampliata
Nomia ampliata är en biart som beskrevs av Joseph Vachal 1903. Nomia ampliata ingår i släktet Nomia och familjen vägbin. Inga underarter finns listade i Catalogue of Life.